# Kansas Jayhawks
Kansas Jayhawks – nazwa drużyn sportowych University of Kansas w Lawrence, biorących udział w akademickich rozgrywkach w Big 12 Conference, organizowanych przez National Collegiate Athletic Association. 

## Sekcje sportowe uczelni
| Mężczyźni - baseball - bieg przełajowy (1) - futbol amerykański - golf - koszykówka (3): 1952, 1988, 2008 - lekkoatletyka (3) oraz (3) w hali | Kobiety - bieg przełajowy - golf - koszykówka - lekkoatletyka (1) - piłka nożna - siatkówka - pływanie - softball - tenis - wioślarstwo |

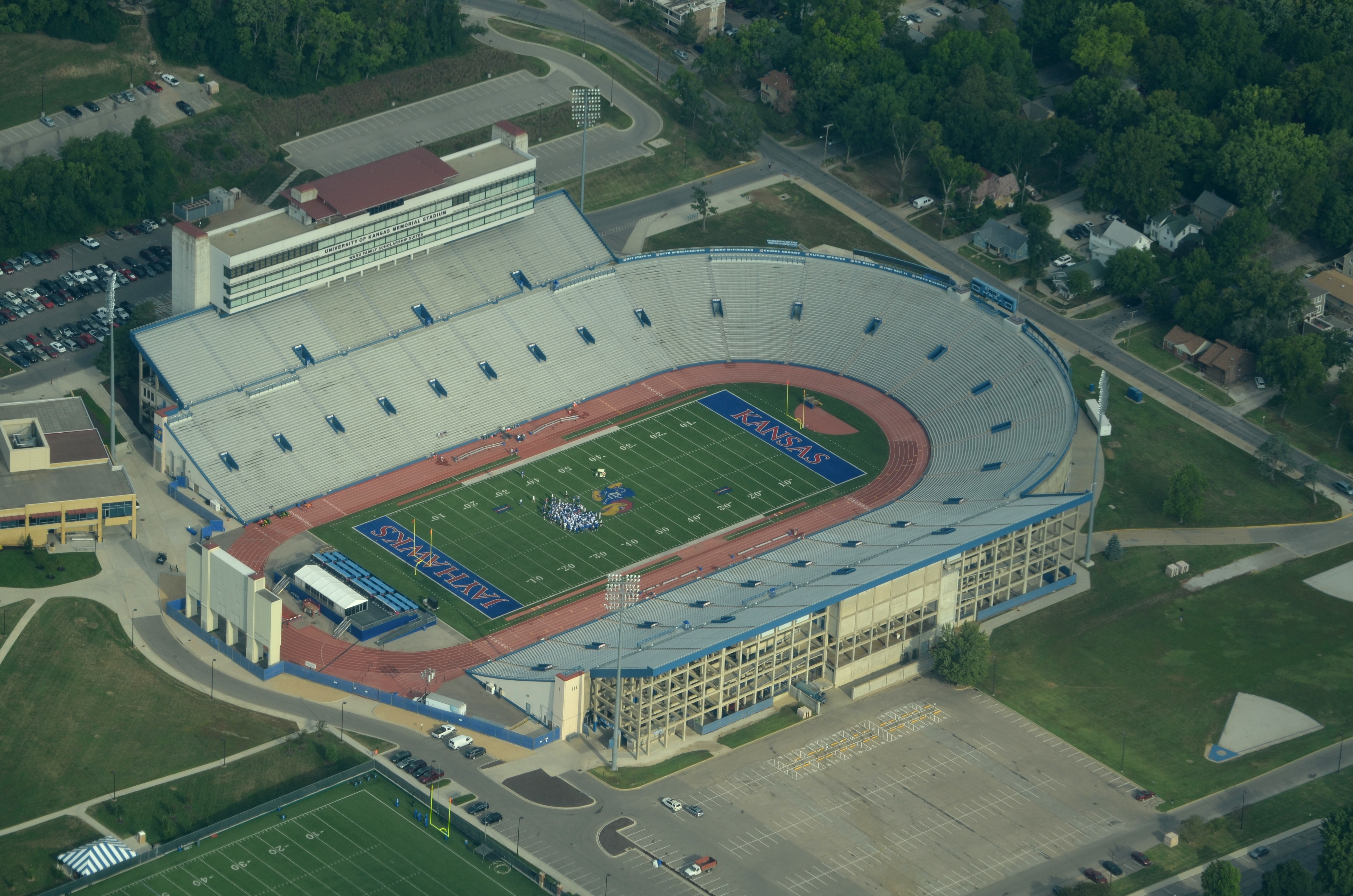
Memorial Stadium.

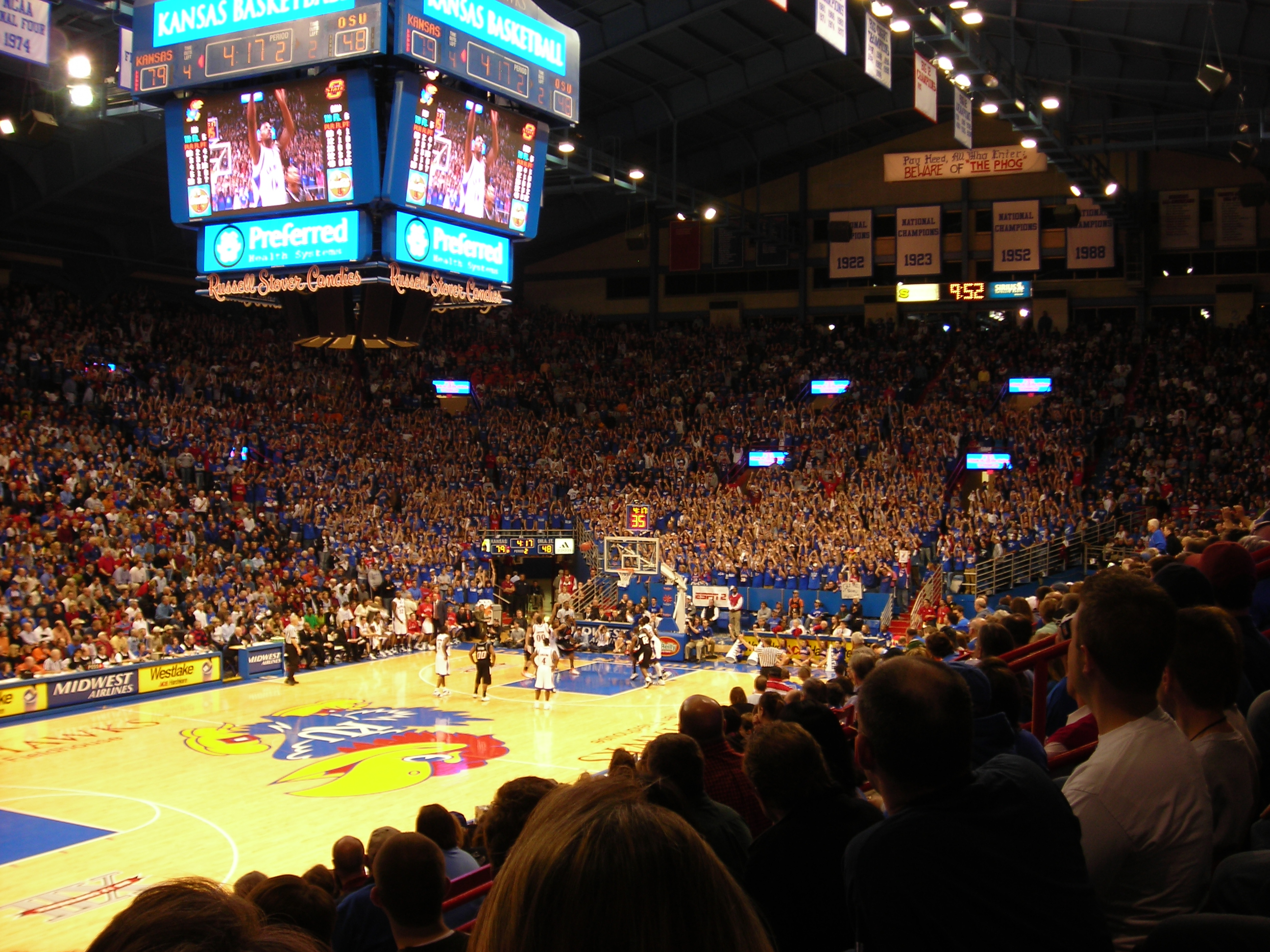
Allen Fieldhouse.

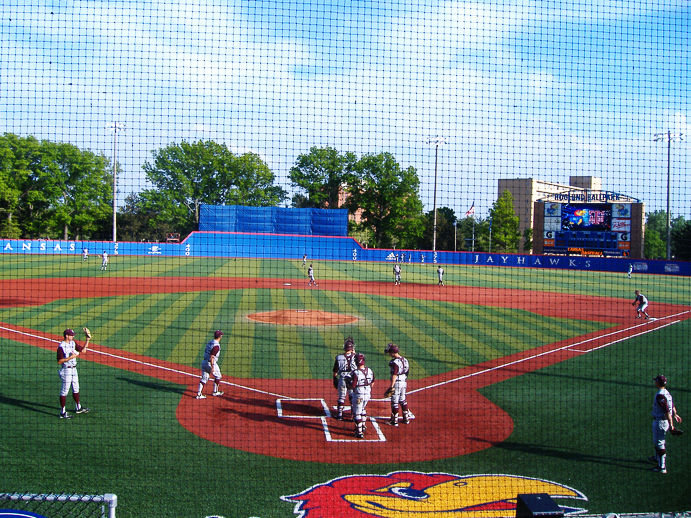
Hoglund Ballpark.

W nawiasie podano liczbę tytułów mistrzowskich NCAA (stan na 1 lipca 2015)

## Obiekty sportowe
- Memorial Stadium – stadion futbolowy o pojemności 50 071 widzów[3]
- Allen Fieldhouse – hala sportowa o pojemności 16 300 miejsc, w której rozgrywane są mecze koszykówki[3]
- Horejsi Family Athletics Center – hala sportowa o pojemności 1300 miejsc, w której rozgrywane są mecze siatkówki[3]
- Hoglund Ballpark – stadion baseballowy o pojemności 2500 miejsc[3]
- Rock Chalk Park – stadion piłkarski o pojemności 2500 miejsc[3]
- Rock Chalk Park – stadion lekkoatletyczny o pojemności 7500 miejsc[3]
- Arrocha Ballpark – stadion softballowy o pojemności 1100 miejsc[3]
- Robinson Natatorium – hala sportowa z pływalnią[3]